# Канелас (муниципалитет)
Канелас (исп. Canelas) — муниципалитет в Мексике, штат Дуранго, с административным центром в одноимённом городе. Численность населения, по данным переписи 2010 года, составила 4122 человека.

## Общие сведения
Название Canelas дано в честь Матео Канелаша — португальского капитана, основавшего в 1601 году здесь поселение.
Площадь муниципалитета равна 893 км², что составляет 0,72 % от площади штата. Он граничит с другими муниципалитетами Дуранго: на севере с Топией, на востоке с Тепеуанесом, на юге с Сантьяго-Папаскьяро, и на западе с Тамасулом.

## Учреждение и состав
Муниципалитет был образован 1917 году, в его состав входит 127 населённых пунктов, самые крупные из которых:
| Код INEGI | Населённый пункт                                       | Численность населения (2005 год) | Численность населения (2010 год) |
| --------- | ------------------------------------------------------ | -------------------------------- | -------------------------------- |
| 002       | Всего                                                  | 4091                             | 4122                             |
| 0001      | Канелас (исп. Canelas) (административный центр)        | 880                              | 734                              |
| 0109      | Ла-Тембладора (исп. La Tembladora)                     | 182                              | 202                              |
| 0097      | Эль-Сальто-де-Камельонес (исп. El Salto de Camellones) | 226                              | 182                              |
| 0118      | Ла-Ербабуэна (исп. La Yerbabuena)                      | 168                              | 166                              |
| 0114      | Васкохиль (исп. Vascogil)                              | 147                              | 163                              |

## Экономическая деятельность
По статистическим данным 2000 года, работоспособное население занято по секторам экономики в следующих пропорциях: сельское хозяйство, скотоводство и рыбная ловля — 56,8 %, промышленность и строительство — 14,5 %, сфера обслуживания и туризма — 23,2 %, не специализировано — 5,4%.

## Инфраструктура
По статистическим данным 2010 года, инфраструктура развита следующим образом:
- электрификация: 57,2 %;
- водоснабжение: 70,1 %;
- водоотведение: 63,3 %.

## Туризм
Основные достопримечательности:
- церковь Сан-Хосе, построенная в 1763 году;
- множество строений колониальной эпохи;
- несколько курортных зон в горах, с протекающими там ручьями.